# Frédéric Gélard
Pour les articles homonymes, voir Gélard.
Frédéric Gélard est un réalisateur, scénariste et acteur français. Formé à l'École des beaux-arts et au conservatoire de Rennes, il a participé à la Ligue d'improvisation française.
Frédéric Gélard est un acteur, réalisateur et scénariste français, originaire de Trébeurden, dans les Côtes-d'Armor. Il a étudié aux Beaux-Arts et au Conservatoire national d'art dramatique de Rennes. Il débute au cinéma en 1991 dans Villa Beausoleil de Philippe Alard, un film qui a attiré l'attention
.

## Carrière d'acteur
Frédéric Gélard a joué dans plusieurs films au cinéma, notamment :
- Beau fixe (1992) de Christian Vincent : Francis
- La Séparation (1994) de Christian Vincent : agent immobilier
- Nos vies heureuses (1999) de Jacques Maillot : Vincent
- La Nouvelle Ève (1999) de Catherine Corsini : Octave
- Microclimat (2007) de Marie Hélia : Paul

Il a également participé à des courts métrages tels que Ma vie active (1999) et Où tu vas (1997), qu'il a également réalisés

## Carrière de réalisateur et scénariste
En tant que réalisateur, Frédéric Gélard a signé plusieurs œuvres, dont :
- Free Party (2014)
- Dans mon île (2004)
- Ma vie active (1999)
- Où tu vas (1997)

Il a souvent été impliqué dans l'écriture de ses projets, montrant une approche personnelle et artistique dans ses créations

## Engagement dans le cinéma et soutien aux jeunes talents
Frédéric Gélard est également le fondateur de Trégor Cinéma, une structure dédiée à l'accompagnement des jeunes auteurs. Elle propose des résidences d'écriture et des dispositifs pour soutenir le développement de projets cinématographiques. Son objectif est de permettre aux jeunes créateurs de s'immerger pleinement dans leurs projets et d'accéder à des opportunités professionnelles via des réseaux et collaborations avec des producteurs.

## Engagements récents
- Depuis juin 2023, il est commissaire Images de la diversité au Centre National du Cinéma et de l'Image Animée (CNC).
- À travers Trégor Cinéma, il propose des résidences d'écriture, des tutorats et des fiches de lecture pour soutenir les jeunes talents. L'association offre un cadre propice à la création en bord de mer, dans les Côtes-d'Armor.

## Théâtre
En parallèle à sa carrière cinématographique, il a joué au théâtre, notamment dans la pièce Doux Oiseau de jeunesse de Tennessee Williams, mise en scène par Philippe Adrien au Théâtre de la Madeleine en 2005

## Filmographie

### Acteur

#### Cinéma
- 2007 : Microclimat, de Marie Helia : Paul
- 2004 : Le Voyage en Inde, de Yann Piquer
- 2001 : J'ai tué Clémence Acéra, de Jean-Luc Gaget : barman
- 2000 : Cours toujours, de Dante Desarthe : Le garçon de café
- 1999 : Nos vies heureuses, de Jacques Maillot : Vincent
- 1999 : Petits Frères, de Jacques Doillon
- 1999 : La Nouvelle Ève de Catherine Corsini : Octave
- 1997 : La Divine poursuite, de Michel Deville : Charles
- 1995 : Fast, de Dante Desarthe : Jean-Louis
- 1994 : La Séparation, de Christian Vincent : Estate Agent
- 1993 : Villégiature, de Philippe Alard : Vincent
- 1992 : Beau fixe, de Christian Vincent : Francis
- 1991 : Villa Beausoleil, de Philippe Alard

#### Courts métrages
- 2003 : Un homme, de Stéphanie De Fenin
- 2003 : Monsieur Bourrel, de Pascal Lahmani
- 2003 : Hôtel des Acacias, de Camille Brottes
- 2002 : Georges chez les tops, de Olivier Chrétien
- 2000 : Au suivant !, de Frank Calderon
- 2000 : La Dernière Bibliothèque, de Alexis Dantec
- 1999 : L'Âme-sœur, de Olivier Chrétien
- 1999 : Ma vie active, de Frédéric Gélard
- 1998 : L'Affaire est dans le sac poubelle, de Alexis Dantec
- 1997 : Où tu vas, de Frédéric Gélard
- 1995 : En apparence, de Olivier Zimmermann

### Réalisateur
- 2014 : Free Party
- 2004 : Dans mon île
- 1999 : Ma vie active
- 1997 : Où tu vas

### Scénariste
- 2004 : Dans mon île, de Frédéric Gélard
- 1999 : Ma vie active, de Frédéric Gélard
- 1997 : Où tu vas, de Frédéric Gélard

### Télévision
- 2010 : Julie Lescaut, épisode 3 saison 19, Rédemption de Dominique Tabuteau : Jacques Feuillant
- Louis Page :
  - 2007 : Silence, dis-moi, de Marco Pauly
- 2006 : La Volière aux enfants, de Olivier Guignard
- Avocats et Associés :
  - 2002 : Parents indignes, de Pascal Chaumeil
- Le juge est une femme, de Pierre Boutron :
  - 2002 : Les délices du palais
  - 1999 : Excès de pouvoir
- 2001 : L'Interpellation, de Marco Pauly
- 1999 : Brigade spéciale, de Charlotte Brandström
- 1994 : Flics de choc: Le dernier baroud, de Henri Helman

## Théâtre
- 2005 : Doux Oiseau de jeunesse de Tennessee Williams, mise en scène Philippe Adrien,   Théâtre de la Madeleine